# Jean Renoir

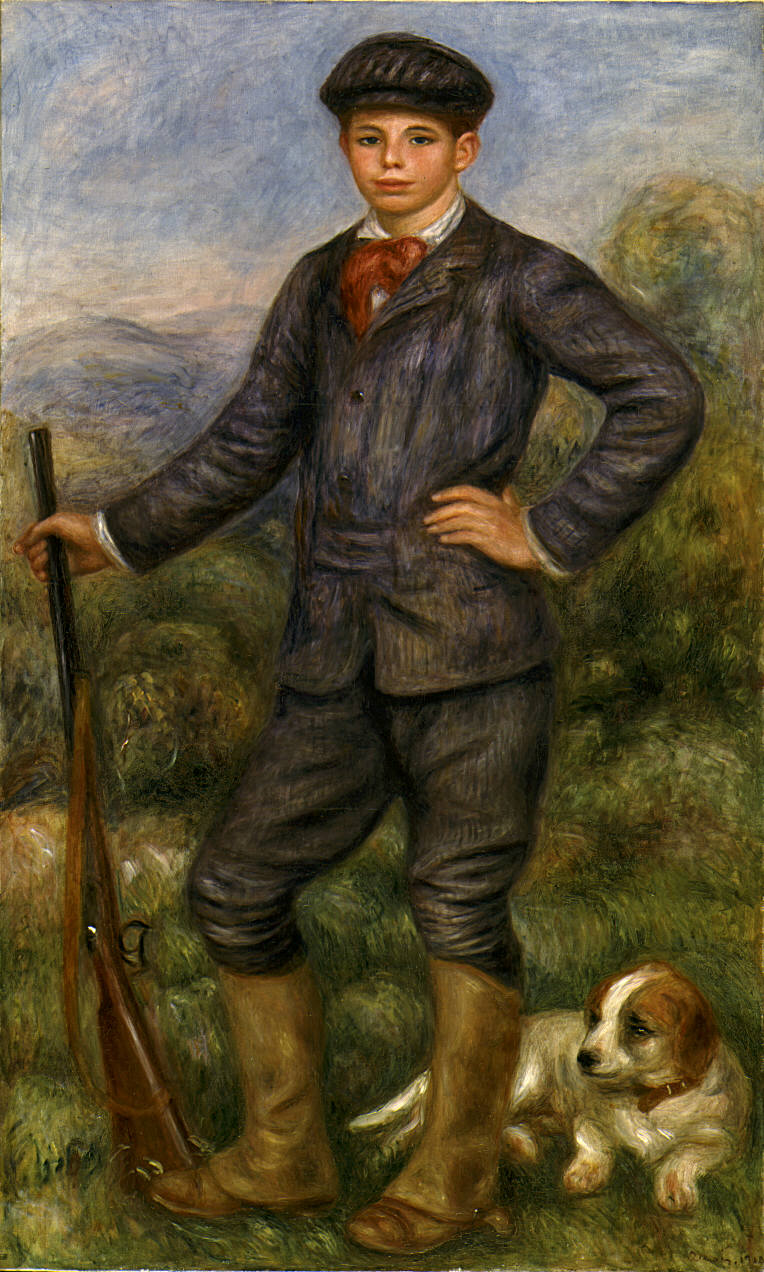
Jean Renoir (1910), geschilderd door zijn vader

Jean Renoir (Montmartre, 15 september 1894 – Hollywood, 12 februari 1979) was een Frans filmregisseur. Hij was de zoon van de schilder Pierre-Auguste Renoir.
Na de dood van zijn vader in 1919 begon Renoir met diens erfenis een eigen productiemaatschappij, en vanaf 1924 regisseerde hij zijn eerste stomme films, meestal met zijn vrouw Catherine Hessling in de hoofdrol. Toen de geluidsfilm zijn intrede deed, maakte hij enkele succesvolle films, waaronder La Chienne (1931).
De film die door velen wordt beschouwd als zijn eerste meesterwerk was La Grande Illusion, een oorlogsfilm uit 1937, die door zijn gebruik van deep-focus en camerabewegingen van grote invloed was op het werk van onder andere Orson Welles. De film was een internationale hit en werd genomineerd voor een Oscar voor Beste Film. Twee jaar later, in 1939, volgde La Règle du jeu, een tragikomedie over de Franse hogere kringen in die tijd. Omdat de film sterke kritiek uitte op de Franse samenleving, haalde de Franse regering de film uit de bioscopen en knipte er enkele scènes uit.
Toen de Tweede Wereldoorlog uitbrak werd Renoir lid van de Filmdienst van het Franse leger. Nadat Frankrijk door de Duitsers onder de voet was gelopen, vluchtte Renoir via Portugal naar Amerika, en ging naar Hollywood. In 1943 maakte hij This Land Is Mine voor RKO, een patriottisch anti-Duits drama. In 1945 bracht United Artists The Southerner uit, waar hij een Oscarnominatie voor Beste Regie voor kreeg.
In de jaren 60 werden veel van zijn films gerestaureerd en opnieuw uitgebracht, waaronder La Règle du Jeu. In 1974 kreeg hij een Oscar voor zijn volledige oeuvre. Hij stierf op 12 februari 1979 in Hollywood.

## Filmografie
- 1925: La Fille de l'eau
- 1926: Nana
- 1927: Sur un air de charleston
- 1927: Catherine ou Une vie sans joie
- 1927: Marquitta
- 1928: Tire-au-flanc
- 1928: Le Tournoi dans la cité
- 1928: La Petite Marchande d'allumettes
- 1929: Le Bled
- 1931: On purge bébé
- 1931: La Chienne
- 1932: La Nuit du carrefour
- 1932: Boudu sauvé des eaux
- 1932: Chotard et Cie
- 1934: Madame Bovary
- 1935: Toni
- 1936: Le Crime de Monsieur Lange
- 1936: Partie de campagne
- 1936: La vie est à nous
- 1936: Les Bas-fonds
- 1937: La Grande Illusion
- 1938: La Marseillaise
- 1938: La Bête humaine
- 1939: La Règle du jeu
- 1941: Swamp Water
- 1943: This Land Is Mine
- 1944: Salute to France
- 1945: The Southerner
- 1946: The Diary of a Chambermaid
- 1947: The Woman on the Beach
- 1951: The River
- 1952: The Golden Coach
- 1954: French Cancan
- 1956: Elena et les Hommes
- 1959: Le Testament du docteur Cordelier
- 1959: Le Déjeuner sur l'herbe
- 1962: Le Caporal épinglé
- 1970: Le Petit Théâtre de Jean Renoir